# Глибина у небі
«Глибина у небі» (англ. A Deepness in the Sky) — науково-фантастичний роман американського письменника Вернора Вінжі, виданий у 1999 році й удостоєний декількох премій, в тому числі премії «Г'юго» у 2000 році. Роман є приквелом до роману «Полум'я над безоднею».
У «Глибині в небі» описується зіткнення двох різних людських культур, космічні флоти яких зустрічаються біля віддаленої планети. Представники торгового співтовариства Ченг Хо зазнають атаки флоту «Емергентів» — високотехнологічної цивілізації, яка прагне підпорядкувати собі планету. У результаті зіткнення обидва флоти опинилися на межі знищення. Щоб вижити, їм доводиться співпрацювати та спробувати вступити в контакт з цивілізацією розумних «павуків», що населяють планету.

## Сюжет
Флот Ченг Хо прилітає до планети Арахна за кілька років до того, як її зоря активізується, зумовивши пробудження місцевої цивілізації «павуків». Згідно з отриманими даними, «павуки» перебувають приблизно на тому ж рівні розвитку, що й Земля XX століття. Ці істоти активні впродовж теплого сезону, що триває десятиліттями, а решті часу сплять у гніздах, званих «глибинами». Згодом прилітає флот Емергентів, які прагнуть підкорити Арахну. Вони спершу пропонують співпрацю, а потім завдають раптового удару та майже перемагають Ченг Хо. Проте втрати обох сторін такі великі, що вцілілі змушені об'єднатися задля виживання. Вони приймають стратегію приховування від цивілізації «павуків», чекаючи, поки ті створять інфраструктуру та технологічну базу, необхідну для ремонту космічних кораблів.
Емергенти володіють вірусом «мозкогниль» (mindrot), який робить жертв фанатично зосередженими на певній ідеї чи спеціальності. Частина Ченг Хо заражаються вірусом, решта перебувають під наглядом Емергентів, поки інші зберігаються в анабіозі. Культура торгівлі Ченг Хо поступово демонструє Емергентам певні переваги співпраці. Обидві людські культури впродовж наступних десятиліть зливаються.
Фам Н'ювен, засновник торгової культури Ченг Хо, живе на борту флоту під псевдонімом Фам Трінлі, видаючи себе за невмілого та незграбного старійшину флоту. Користуючись своїм становищем, він руйнує репресивні системи безпеки Емергентів, вдаючись до низки ризикованих хитрощів. Під час організації змови він задумується про те, щоб використати вірус для побудови міжзоряної імперії та розірвати цикл руйнування та відновлення, від якого потерпають людські цивілізації на планетах. Фам Н'ювен заручається підтримкою Езри Віня, набагато молодшого Ченг Хо, чия кохана Триксія була заражена та стала перекладачкою. Енн Рейнолт запевняє Езру, що Триксію можна звільнити, щоб він служив Емергентам. Однак Езра приймає пропозицію Фама Н'ювена приєднатися до змови проти Емергентів як спосіб особистої спокути та помсти Емергентам. Однак він не поділяє поглядів Фама щодо використання вірусу. Фам погоджується, що шкода від зараження більша за потенційну користь.
Тим часом геній «павуків» на ім'я Шерканер із нації під назвою «Згода», розробив тип скафандра, який дозволяє «павукам» рухатися в холод. Він і його загін саботують склад ворожої нації, знищує її запаси та стає героєм. Отримавши карт-бланш на розробку нових технологій, Шерканер співпрацює з сержантом Аннербі, генієм інженерії та логістики. Він робить кар'єру та планує використати ядерну енергію, щоб звільнити «павуків» від потреби впадати в сплячку під час холодних сезонів. Він крім того мріє покинути планету, щоб знайти «глибину в небі». Шерканер наважується порушити релігійне табу на заведення дітей після початку теплого сезону. Дебати з релігійним лідером відбуваються погано і між націями Арахни загострюється суперництво.
Керівник Емергентів Томас Нау намагається спровокувати ядерну війну на Арахні, щоб захопити владу над «павуками». Змовники підривають системи Емергентів у той час як свою диверсію здійснює і невелика група «павуків», які дізналися про людей. Ченг Хо і «павуки» перемагають правлячий клас Емергентів, завдавши атаки по заражених робітниках. Томас Нау внаслідок диверсії гине.
Об'єднаний флот Ченг Хо та Емергентів розпочинає переговори з цивілізацією «павуків» як торговим партнером. Фам оголошує про свої плани звільнити всіх заражених у цивілізації Емергентів, і якщо він виживе, з'ясувати причини поведінки зорі Арахни й дослідити залишки чужинських технологій, які можуть стосуватися цієї справи.

## Пов'язані твори
Роман «Глибина у небі» є своєрідним приквелом роману «Полум'я над безоднею» (англ. A Fire upon the Deep), що вийшов в 1992 році і також отримав премію «Г'юго». Дія «Глибини у небі» відбувається за 30 тисяч років до подій, описаних у романі «Полум'я над безоднею». Обидва романи умовно включають в цикл «Фам Н'ювен», проте вони сюжетно незалежні, їх об'єднує лише один з головних героїв — Фам Н'ювен, а також вигаданий всесвіт, де відбувається дія. До цього циклу прилягає також невелика повість «Брехуха» (англ. The Blabber), що вийшла в 1988 році, і роман «Діти неба» (The Children of the Sky) 2011 року.

## Нагороди та номінації
- Премія «Неб'юла» Премія Г'юго за найкращий роман: 1999 рік (номінація)
- Премія «Г'юго» за найкращий роман 2000 рік (переможець)
- Премія Артура Кларка 2000 рік (номінація)
- Премія «Прометей» за найкращий роман 2000 рік (переможець)
- Меморіальна премія імені Джона Кемпбелла за найкращий науково-фантастичний роман: 2000 (переможець)
- Премія «Локус» за найкращий науково-фантастичний роман 2000 рік (3 місце)
- Сігма-Ф за найкращий закордонний твір: 2001 рік (переможець)